# Клочко, Николай Алексеевич
Николай Алексеевич Клочко (укр. Микола Олексійович Клочко; род. 25 июня 1978, Сумы) — украинский политический и государственный деятель. Председатель Сумской областной государственной администрации с 17 января 2015 по 11 июня 2019 года.

## Образование, учебные курсы и научная деятельность
Окончил в 2000 году Сумской государственный педагогический университет имени А. С. Макаренко по специальности «История» (квалификация — учитель истории и правоведения) и «Английский язык» (квалификация — учитель английского языка и зарубежной литературы).
Учился в аспирантуре при кафедре философии СГПУ (2000—2003).
В то же время учился в Киевском национальном экономическом университете имени Вадима Гетьмана, по окончании которого, в 2002 году, получил квалификацию магистра в области правового регулирования экономики.
Участник просветительской программы Open World Program Архивная копия от 8 марта 2019 на Wayback Machine в марте 2011 года. В 2014 году был приглашён Аспен Институтом в Киеве для участия в 10 семинаре «Ответственное лидерство» Архивная копия от 8 марта 2019 на Wayback Machine. Член Ассоциации выпускников «Аспен-Украина».
25 февраля 2016 года, защитив в Национальном педагогическом университете имени М. П. Драгоманова диссертацию на тему «Постижение божественного в человеческом бытии: философско-антропологический анализ» Архивная копия от 11 июля 2019 на Wayback Machine, получил диплом о присвоении научной степени кандидата философских наук (специальность — 09.00.04, философская антропология, философия культуры).
Соавтор учебника «Менеджмент социокультурной деятельности как направление научного и технологического знания» Архивная копия от 8 марта 2019 на Wayback Machine. Автор и соавтор семи научных статей по философии и всемирной истории, а также участник девяти специализированных научных конференций по философии и истории.

## Бизнес и преподавание
В 2002 году начал собственный бизнес как частный предприниматель, занимаясь юридической практикой. Предоставлял юридические услуги до февраля 2014 года, прекратив предпринимательскую деятельность в связи с избранием на должность председателя Сумского областного совета.
С ноября 2003 по август 2004 года работал преподавателем кафедры всемирной истории Сумского государственного педагогического университета имени А. С. Макаренко.
В 2005 году он был признан лучшим предпринимателем года в городе Сумы в одной из номинаций. В 2007 году признан лучшим предпринимателем года в Сумской области.
В июне 2006 года был назначен генеральным директором общества с ограниченной ответственностью «ФУД СЕРВИС ФОРМАТ», г. Сумы.
С марта по декабрь 2009 года работал юристом в этом же обществе.
В 2009 году получил свидетельство о праве на занятие адвокатской деятельностью в Украине.
В 2017 году был приглашён Сумским национальным аграрным университетом для преподавания курса по децентрализации власти.

## Партийная деятельность
Начал общественно-политическую деятельность, когда участвовал в событиях Оранжевой революции. Участник гражданской кампании «Пора!» в 2004 году, а с марта 2005 по март 2007 года — глава Сумской областной организации гражданской партии «Пора!», член центрального комитета партии. В 2009 году возглавлял Сумское областное отделение общественной организации «Фронт Перемен», а после создания политической партии — возглавил Сумскую территориальную организацию политической партии «Фронт Перемен». По результатам местных выборов 2010 года стал депутатом Сумского областного совета, возглавив фракцию политической партии «Фронт Перемен». После принятия решения об объединении политической партии «Фронт Перемен» и ВО «Батькивщина» стал членом  ВО «Батькивщина». С 1 сентября 2014 года — член политической партии «Блок Петра Порошенко «Солидарность». Принимал участие во внеочередных выборах депутатов Верховного Совета Украины 26 октября 2014 года по списку политической партии. Глава Сумской областной территориальной организации партии с 11 сентября 2018 года.

## Руководство областью
С 25 февраля 2014 года возглавлял Сумской областной совет VI созыва.
Указом Президента Украины № 967/2014 от 26 декабря 2014 назначен председателем Сумской областной государственной администрации. 17 января 2015 года приступил к исполнению обязанностей председателя ОГА.
Указом Президента Украины № 373/2019 от 11 июня 2019 снят с должности председателя Сумской областной государственной администрации. 

## Семья и личные данные
Женат, супруга — Снежана, сын — Платон.
Владеет украинским, русским, английским и испанским языком.

## Награды
Награждён медалью «За Жертвенность и Любовь к Украине» Украинской православной церкви Киевского патриархата, медалью «За добросовестную службу» Оперативного командования «Север», медалью «За особую службу» Сухопутных войск Вооружённых сил Украины, медалью «За содействие Вооружённым силам Украины» Министерства обороны Украины, благодарностью Государственной пограничной службы Украины «За весомый вклад в дело утверждения и укрепления государственной безопасности Украины».

## Доходы
Согласно декларации о доходах, в 2016 году Николай Клочко заработал 180 тыс. 865 грн (180 тыс. 794 грн — зарплата, 69 грн — подарок в неденежной форме).